# Леда и лебедь

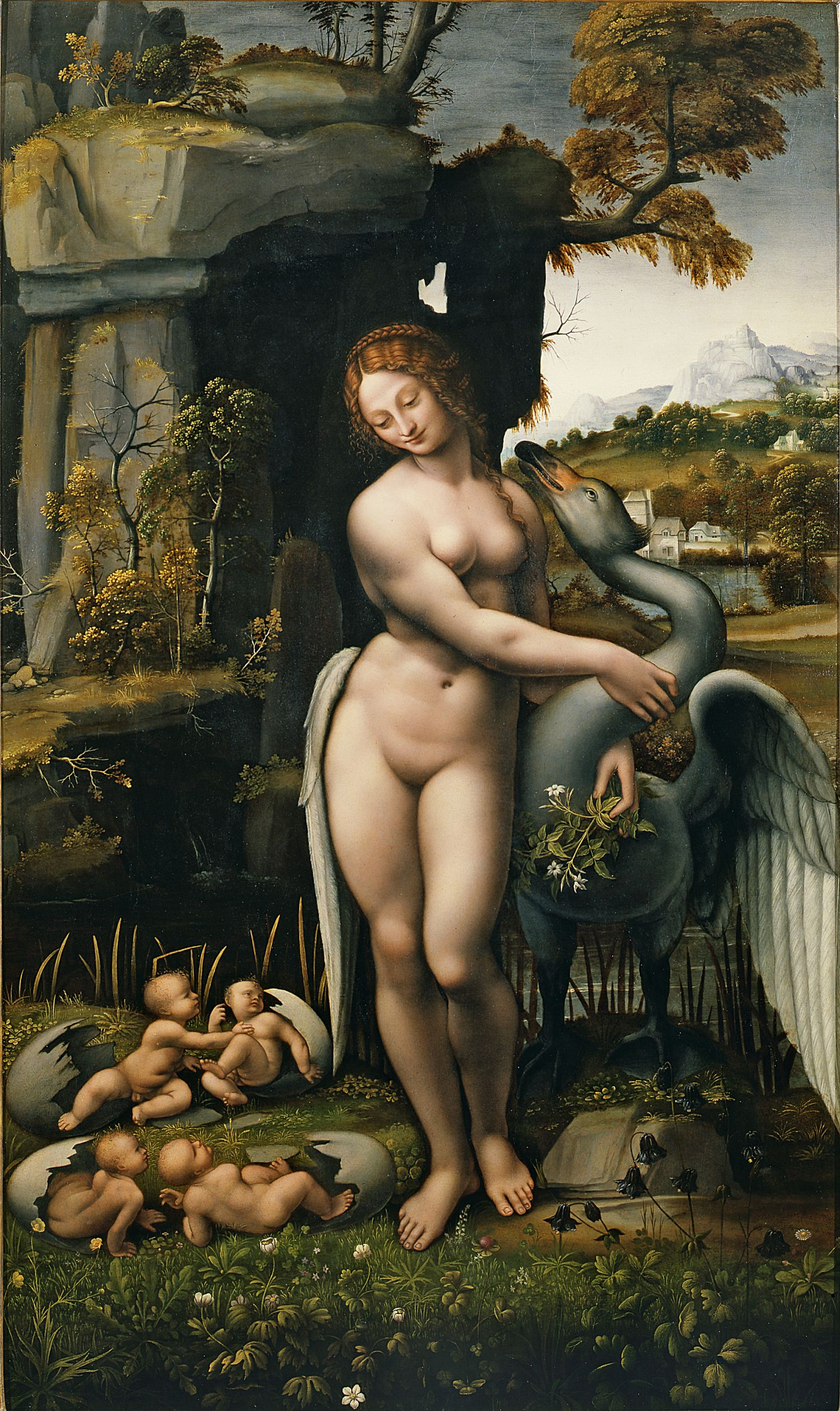
Франческо Мельци. Леда. По картине Леонардо да Винчи. 1508—1515. Холст, масло. Уффици, Флоренция

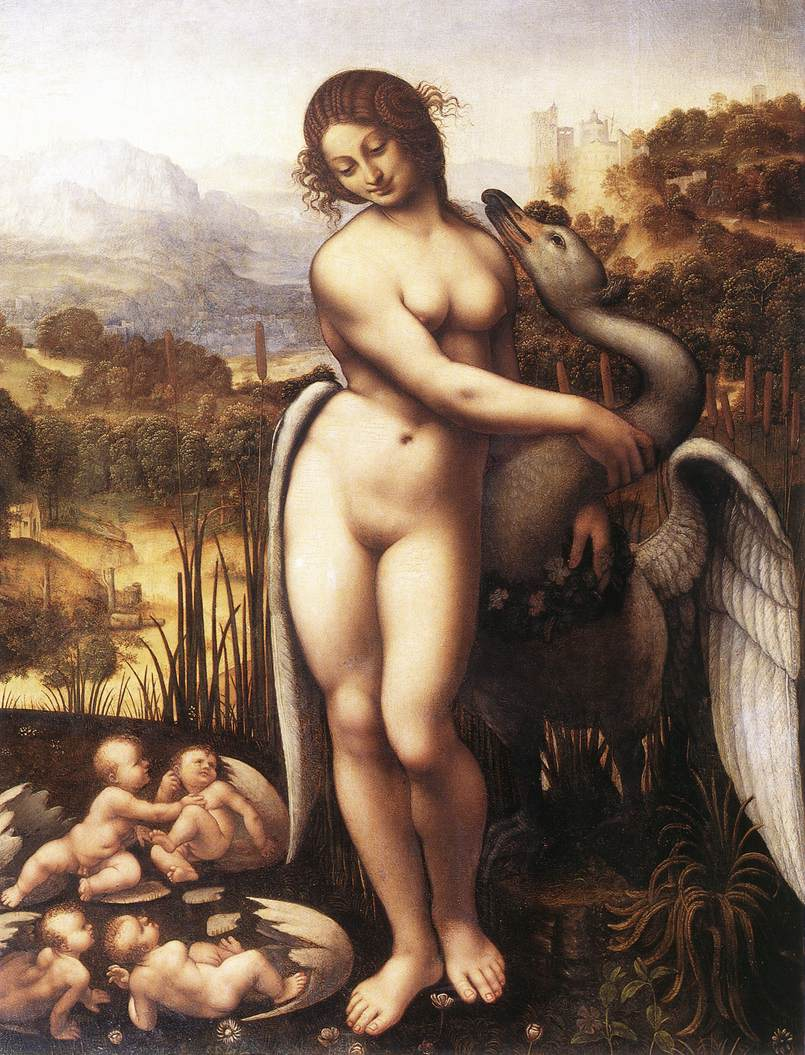
Чезаре да Сесто. Леда и лебедь. 1505—1510. Дерево, масло. Уилтон-хаус, Уилтшир, Юго-Западная Англия

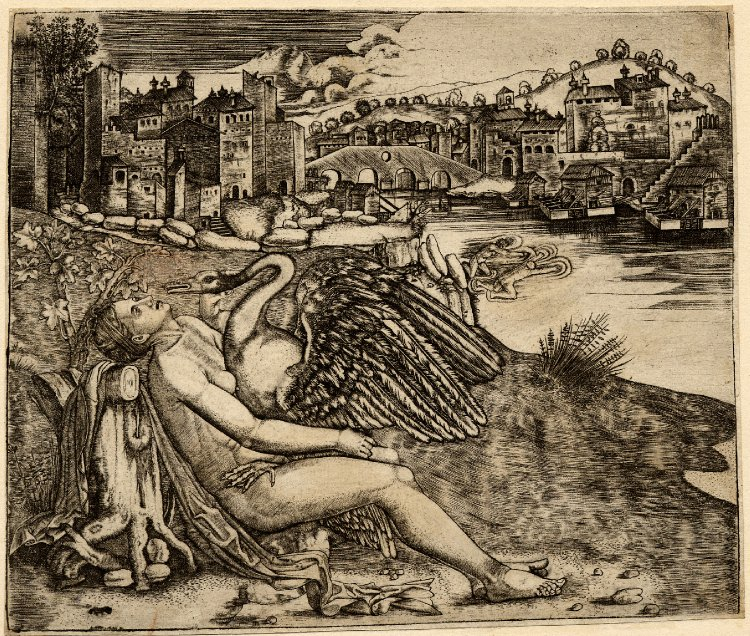
Дж. Кампаньола. Леда. Между 1500 и 1515. Резец, пунктир

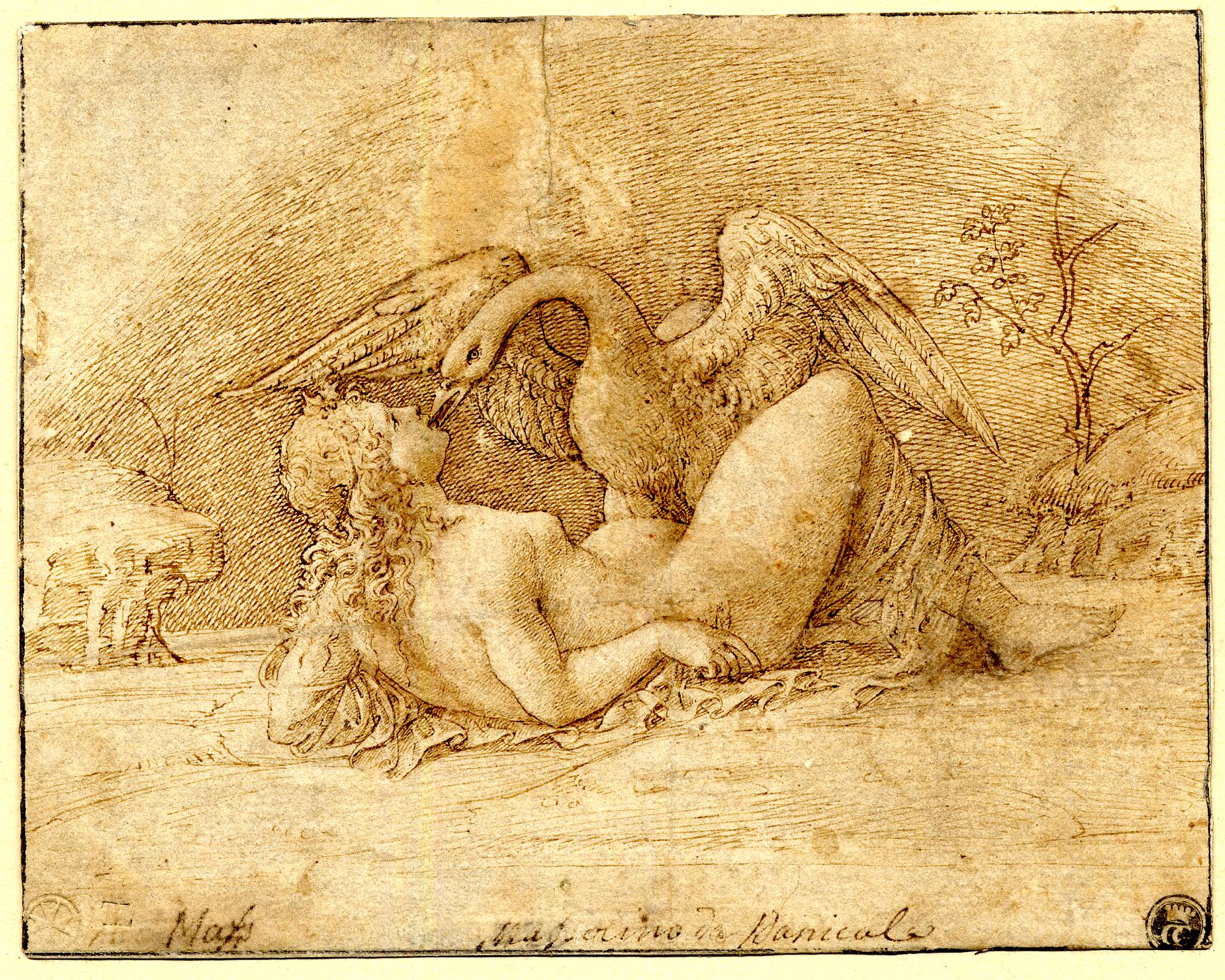
М. Раймонди. Леда и лебедь. Ок. 1505. Бумага, перо, тушь. Британский музей, Лондон

Леда и лебедь — популярная тема изобразительного искусства на античный сюжет, представляющая Леду с принявшим форму лебедя верховным божеством Зевсом или обнимающей лебедя в присутствии их общих детей. В силу эротического содержания этот сюжет пользовался особенной популярностью в эпоху итальянского Возрождения и барокко, а также в искусстве классицизма, рококо и последующих художественных стилей, течений и школ.

## Сюжет
Ле́да (др.-греч. Λήδα) — персонаж древнегреческой мифологии. Дочь этолийского царя Фестия и Евритемиды (или дочь Сисифа и Пантидии, по Евмелу Коринфскому), супруга царя Спарты Тиндарея. Прельстившись красотой Леды, Зевс на реке Еврот предстал перед ней в образе лебедя и овладел ею, Леда снесла два яйца, и плодом их союза были Полидевк и Елена Прекрасная. Леда почиталась как олицетворение материнства и женственности. По одной версии, была перенесена на Острова Блаженных как мать Елены Прекрасной. Существуют и другие варианты мифа.

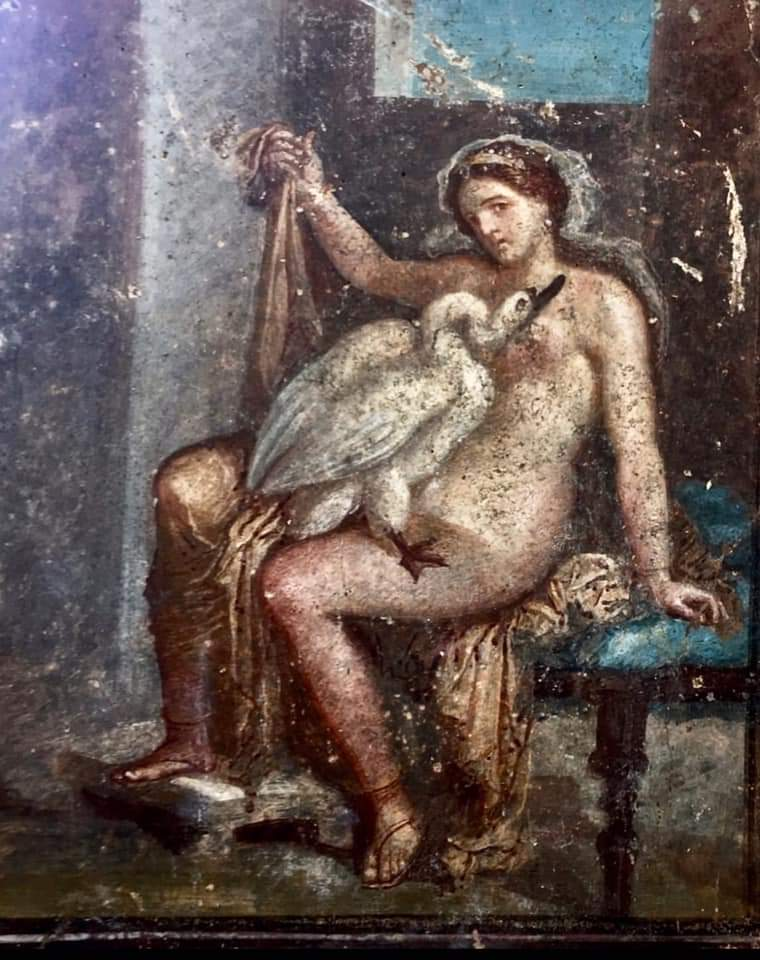
Античная фреска из Помпей
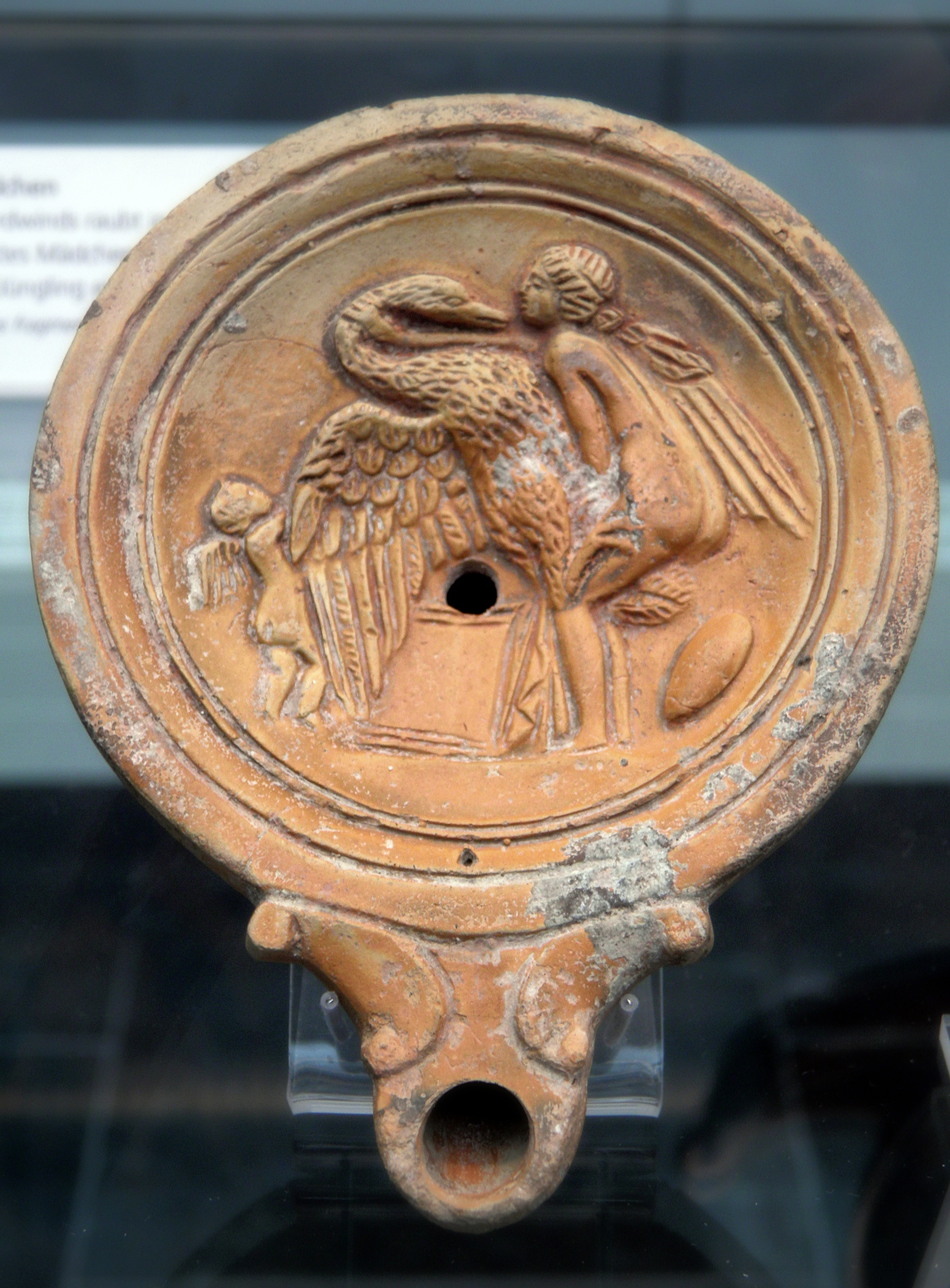
Масляный светильник. I в. н. э. Терракота. Античное собрание, Мюнхен
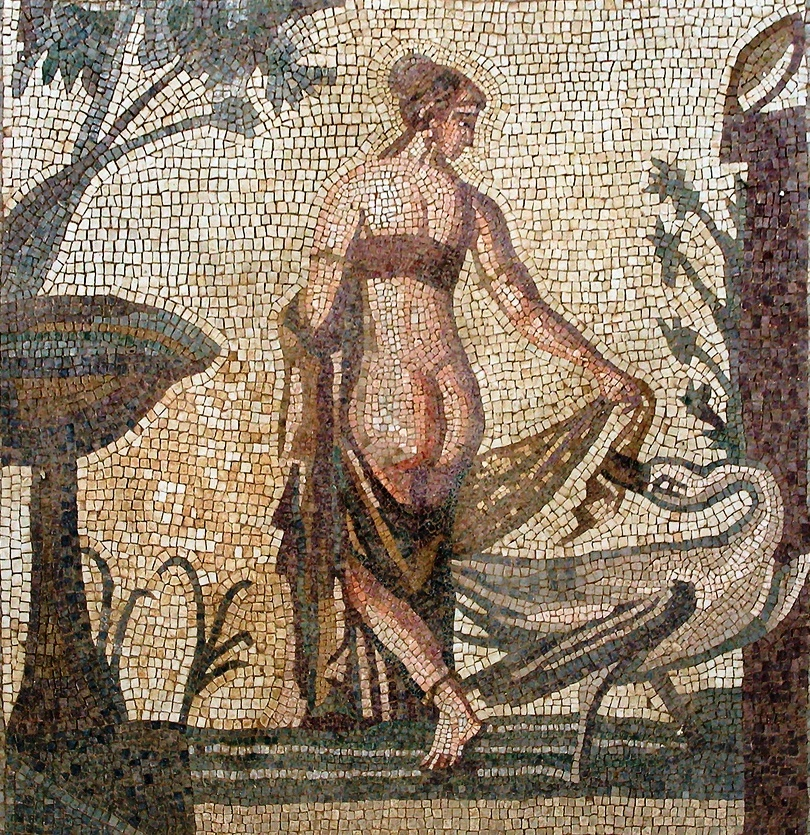
Мозаика с изображением Леды из святилища Афродиты на о. Пафос. III в. н. э. Кипрский археологический музей, Никосия, Кипр
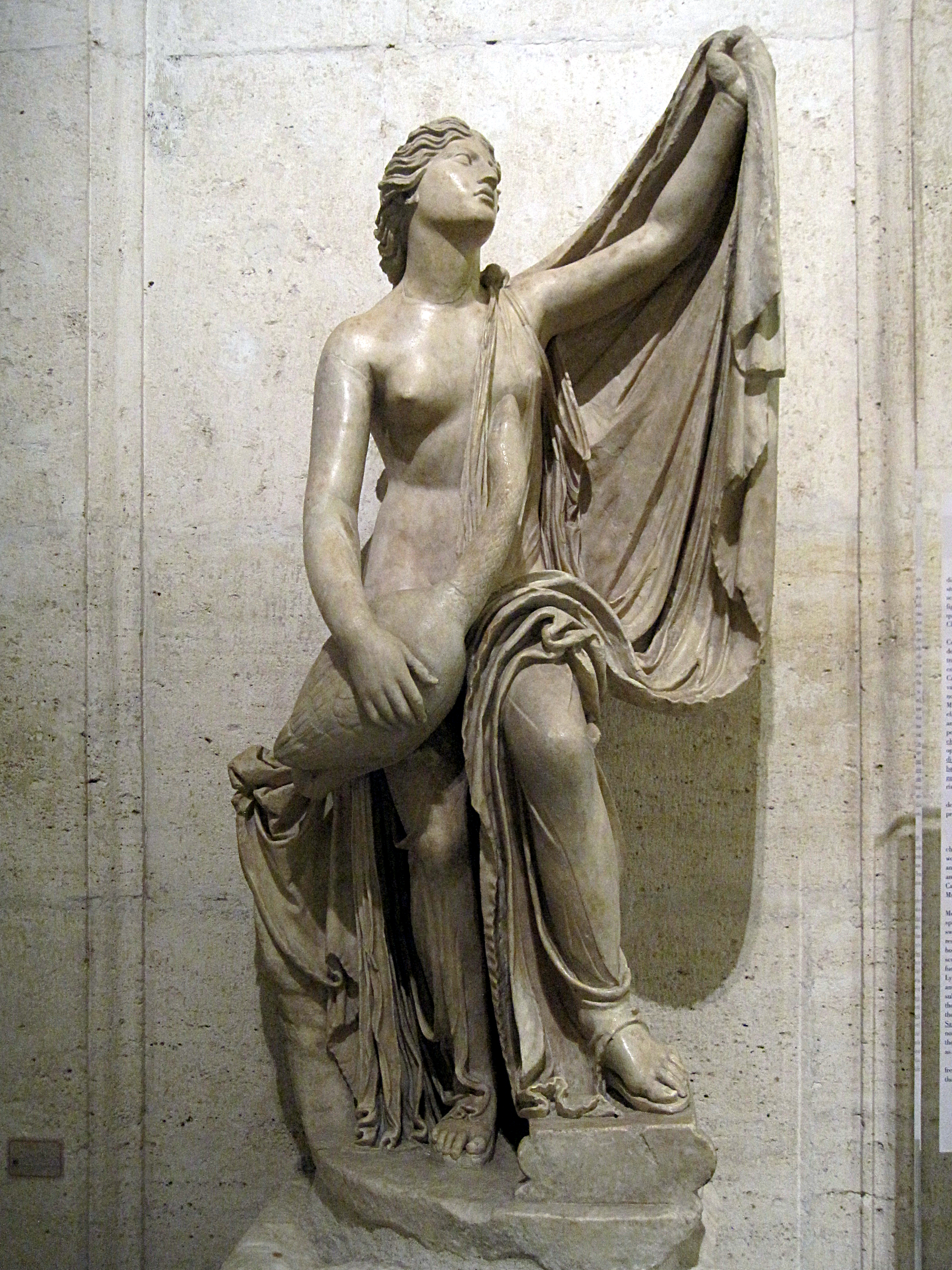
Леда Капитолийская из коллекции Альбани. Римская реплика II века древнегреческого оригинала IV в. до н. э. Палаццо Нуово, Капитолийские музеи, Рим
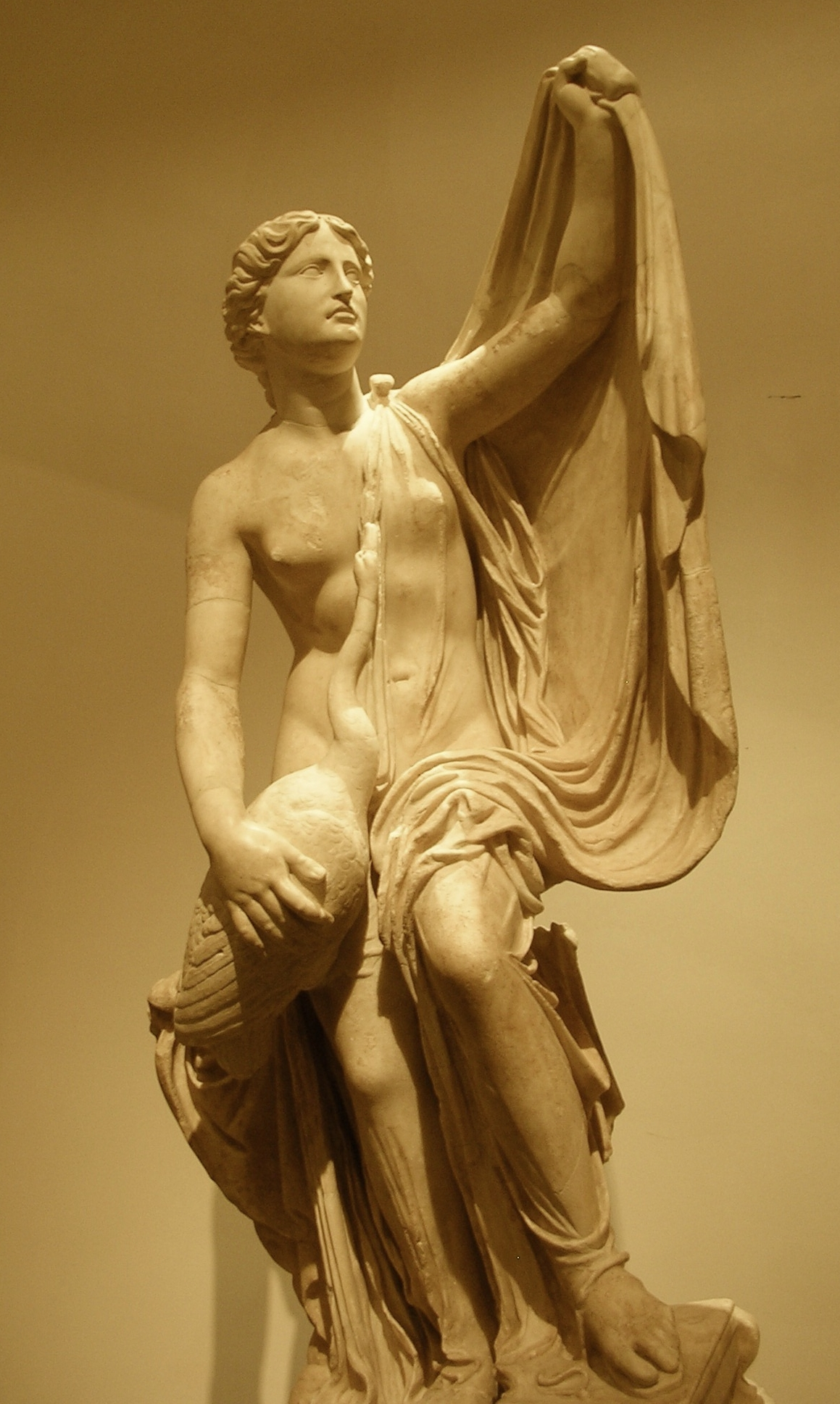
Леда. Римская реплика древнегреческого оригинала. Мрамор. Прадо, Мадрид
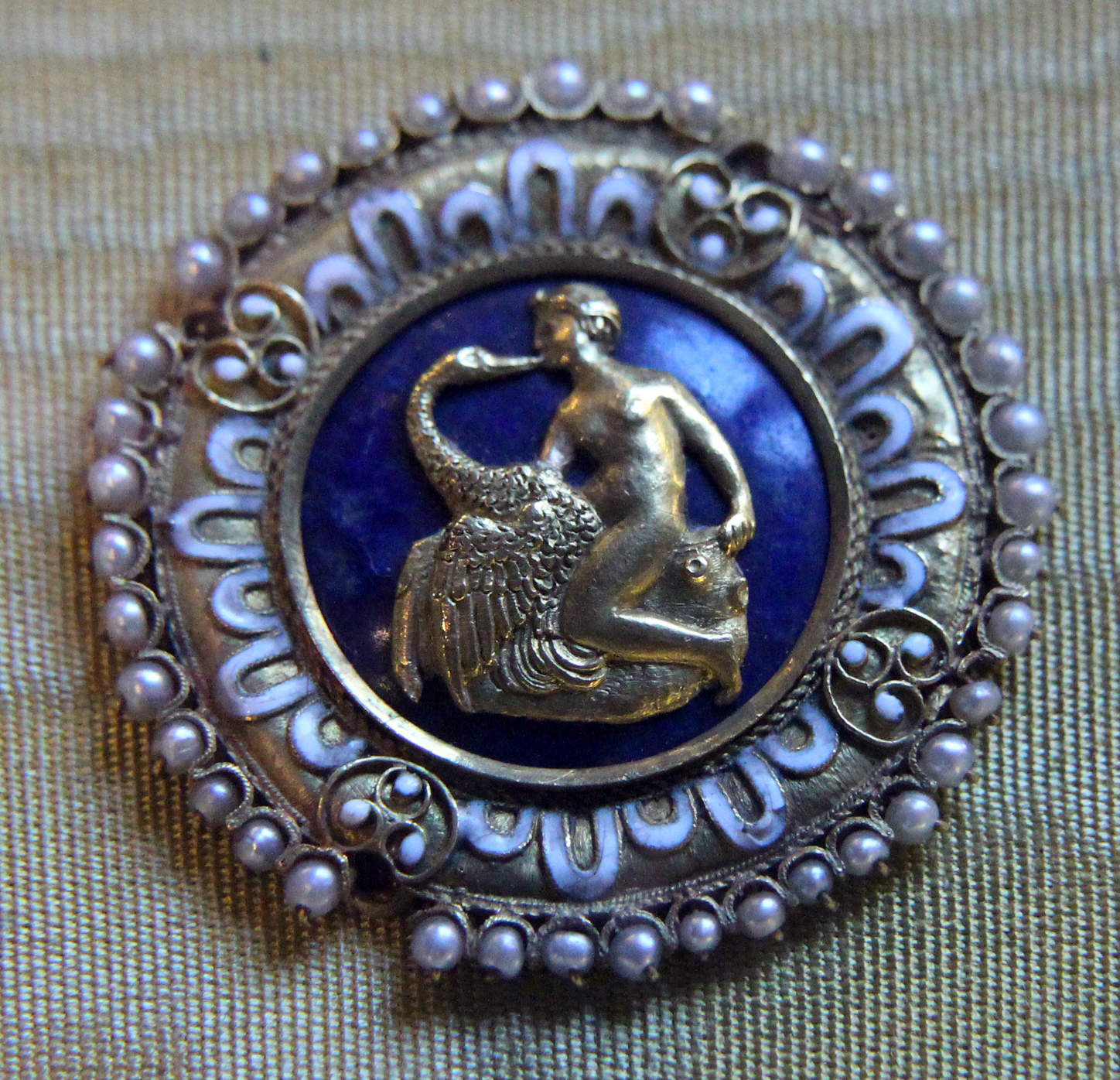
Б. Челлини. Медальон с изображением Леды. По античному оригиналу. 1528—1530. Барджелло, Флоренция

## Леда в античном искусстве
В Античности изображения Леды с лебедем чаще всего встречаются в произведениях ремёсел, на предметах, имевших эротический подтекст, а также в мозаиках и росписях жилых домов. На острове Кипр (в Куклии близ Пафоса) при раскопках руин так называемого дома Леды была раскрыта напольная мозаика с изображением этого сюжета.
В античной скульптуре наиболее известна «Леда Капитолийская» из собрания кардинала Алессандро Альбани и несколько других римских реплик с несохранившегося греческого оригинала, приписываемого ваятелю Тимофею.

## Леда в искусстве Нового времени
Эротический подтекст привлекал к теме Леды с лебедем многих рисовальщиков, живописцев и гравёров эпохи Возрождения. Одно из ранних изображений имеется в сочинении «Гипнэротомахия Полифила» (1499): красавица с птицей показана на триумфальной колеснице. Впоследствии этот сюжет разрабатывали гравёры Джованни Батиста Палумба и Джулио Кампаньола; сохранился также медальон работы знаменитого флорентийского скульптора и ювелира Бенвенуто Челлини.
В начале XVI века Леду и лебедя изображали три выдающихся художника Высокого Возрождения — Леонардо да Винчи, Микеланджело и Корреджо.
Из этих прославленных работ сохранилась только картина Корреджо (да и то в сильно переписанном виде после того, как её  исполосовал ножом в припадке психической болезни будущий герцог Орлеанский). Произведения Леонардо и Микеланджело входили в художественное собрание французских королей и, возможно, были уничтожены набожной мадам д’Ментенон.
Крамольный сюжет привлекал Леонардо да Винчи возможностью разработки пластики криволинейных очертаний женского тела и шеи птицы на основе пластичной и «упругой» S-образной линии. Сохранились наброски Леонардо 1504 года, изображающие Леду сидящей. На рисунке из Чатсуорт-хауса Леда изображена коленопреклонённой. В окончательном варианте (около 1508 года) Леонардо изобразил Леду стоящей в обнимку с чёрным лебедем, а у их ног суетится вылупившееся из яиц потомство. С этой картины сохранилось несколько копий, наилучшего качества — в Уилтон-хаусе в Англии и в галерее Уффици во Флоренции.
Микеланджело Буонарроти в 1529 году создал картину на сюжет Леды и Юпитера для герцога Альфонсо д’Эсте. В отличие от Леонардо, он изобразил героев мифа в процессе соития (прообразом могла послужить античная камея из собрания Лоренцо Великолепного или мраморный барельеф). Картина имела и второе название: «Ночь». Картину увёз во Францию Джованни Антонио Мини, ученик Леонардо, и продал её французскому королю Франциску I. Картина не сохранилась, но с неё сделал копию живописец Россо Фьорентино. «Леду-Ночь» повторяли в истории искусства неоднократно: скульптор Бартоломео Амманати, фламандский гравёр Корнелис Бос (по картине Микеланджело в зеркальном изображении).
Сам Микеланджело использовал эту тему для создания своего шедевра: аллегорической фигуры Ночи в Капелле Медичи во Флоренции (1526—1531).
Произведение Микеланджело было хорошо известно в Италии и за её пределами; уцелели многочисленные копии и реплики. По-видимому, картина «Леда» воспринималась современниками как манифест искусства эпохи маньеризма и барокко с её стремлением к драматичному действию и экстравагантным формам. Выдающийся фламандский живописец Питер Пауль Рубенс в 1598 году написал картину «Леда» (в двух вариантах), в которой использовал позу «Ночи» Микеланджело по собственному рисунку, сделанному в Капелле Медичи.
В Венеции к фривольному сюжету обращались Веронезе и Тинторетто, во Франции — Буше (несколько раз), Гюстав Моро и Сезанн, в послевоенное время — Сальвадор Дали («Атомная Леда», 1949) и венские акционисты (короткий фильм 1964 года).

## Галерея

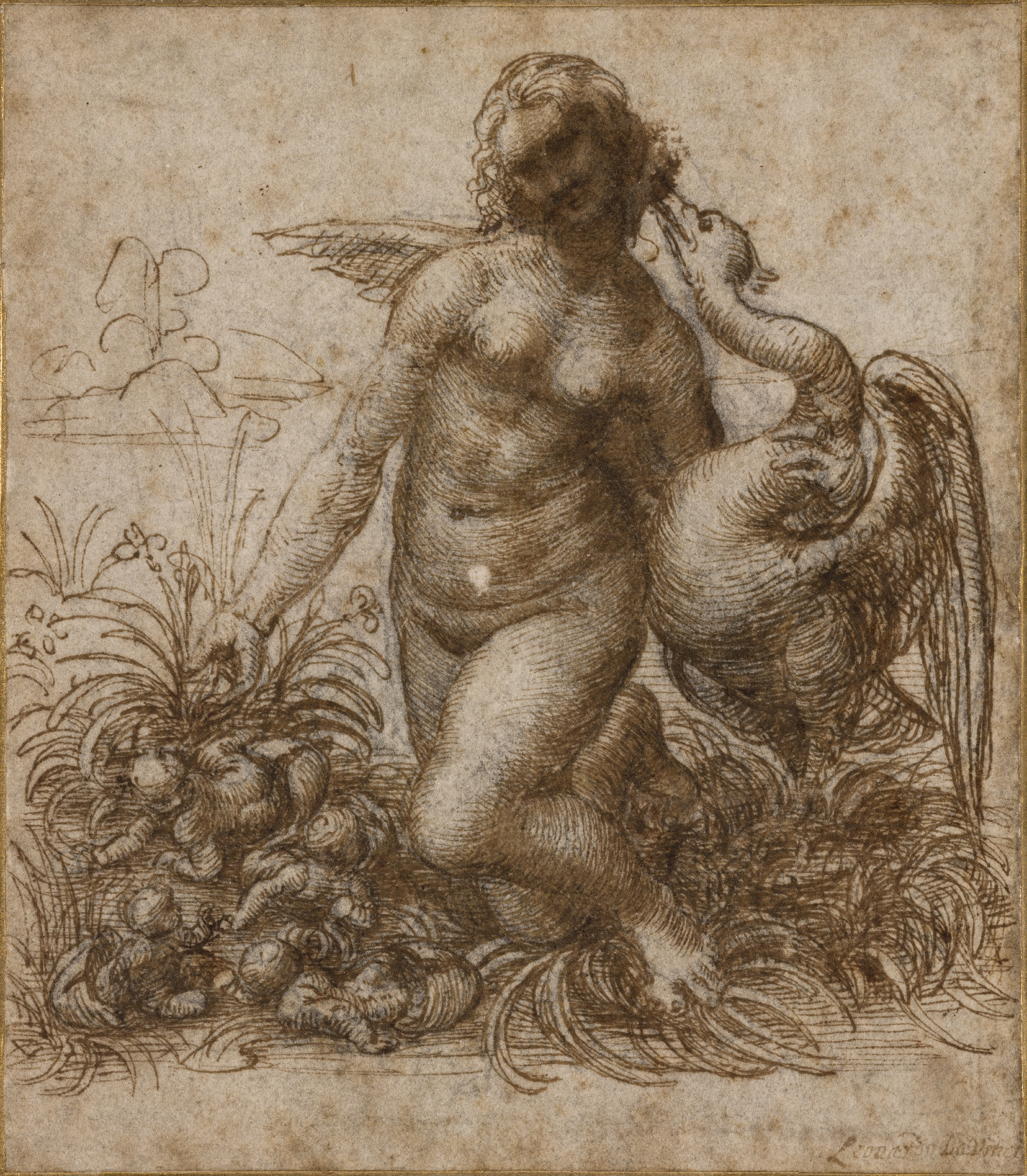
Леонардо да Винчи. Набросок коленопреклоненной Леды. Ок. 1505. Бумага, перо, коричневые чернила. Чатсуорт-хаус, Дербишир, Англия
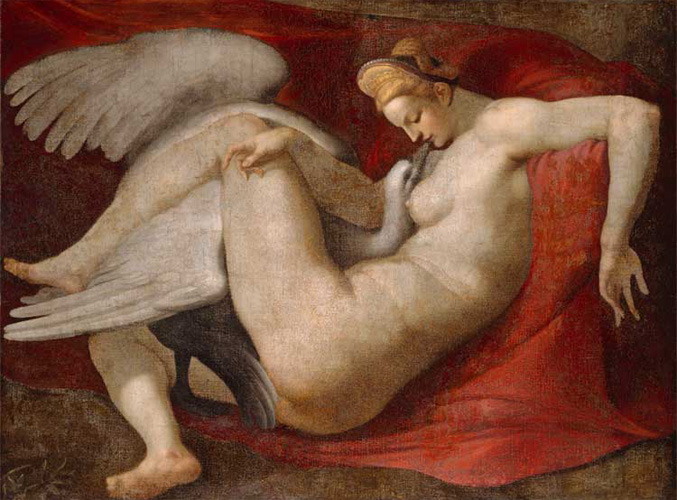
Леда и лебедь. Копия неизвестного мастера с утраченного оригинала Микеланджело. После 1530. Холст, масло. Национальная галерея, Лондон
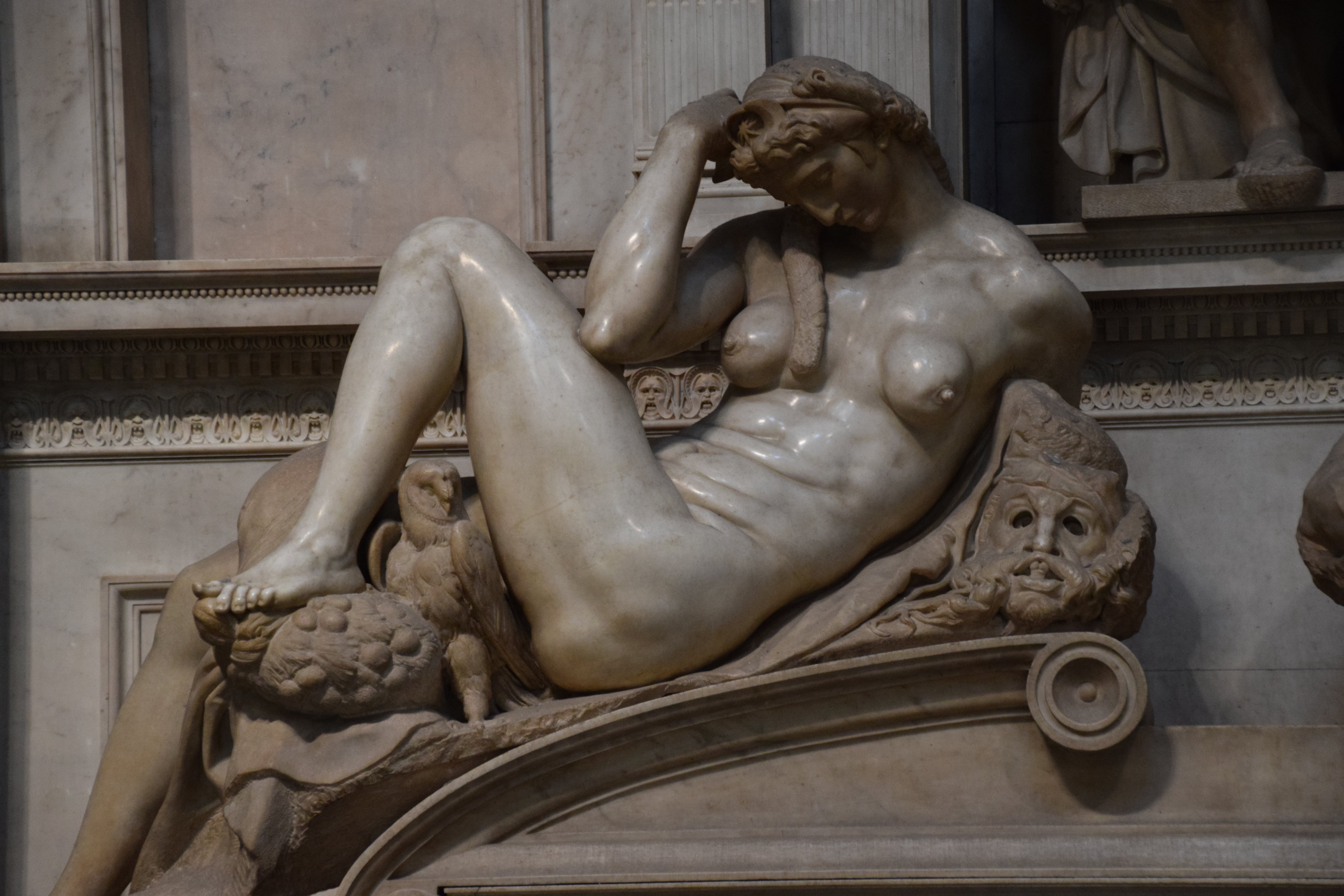
Микеланджело. Ночь. 1526—1531. Мрамор. Капелла Медичи, Флоренция
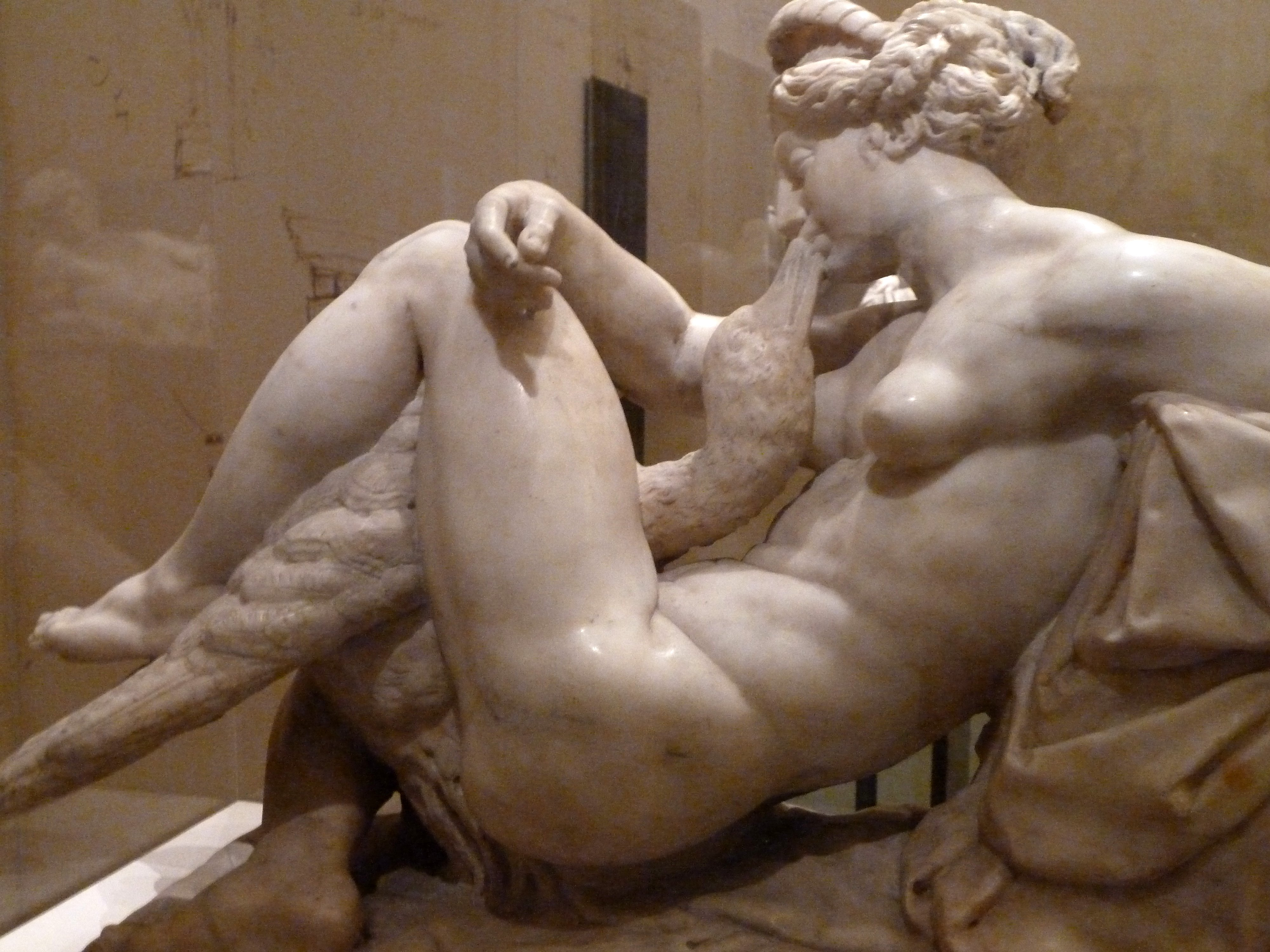
Б. Амманати. Леда и лебедь. По картине Микеланджело. Около 1560. Мрамор. Барджелло, Флоренция
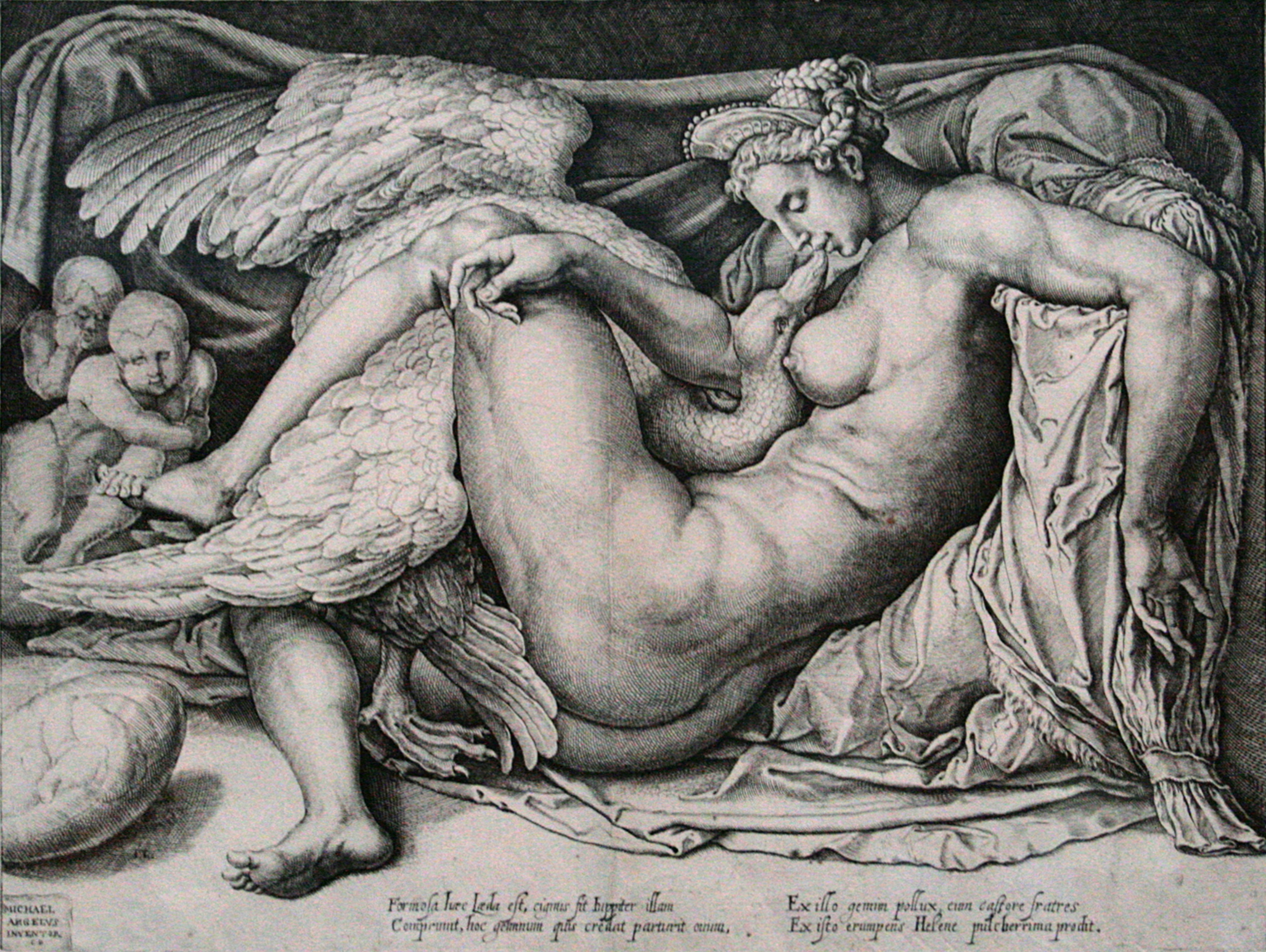
К. Бос. Леда и лебедь (по картине Микеланджело). 1530—1550. Офорт
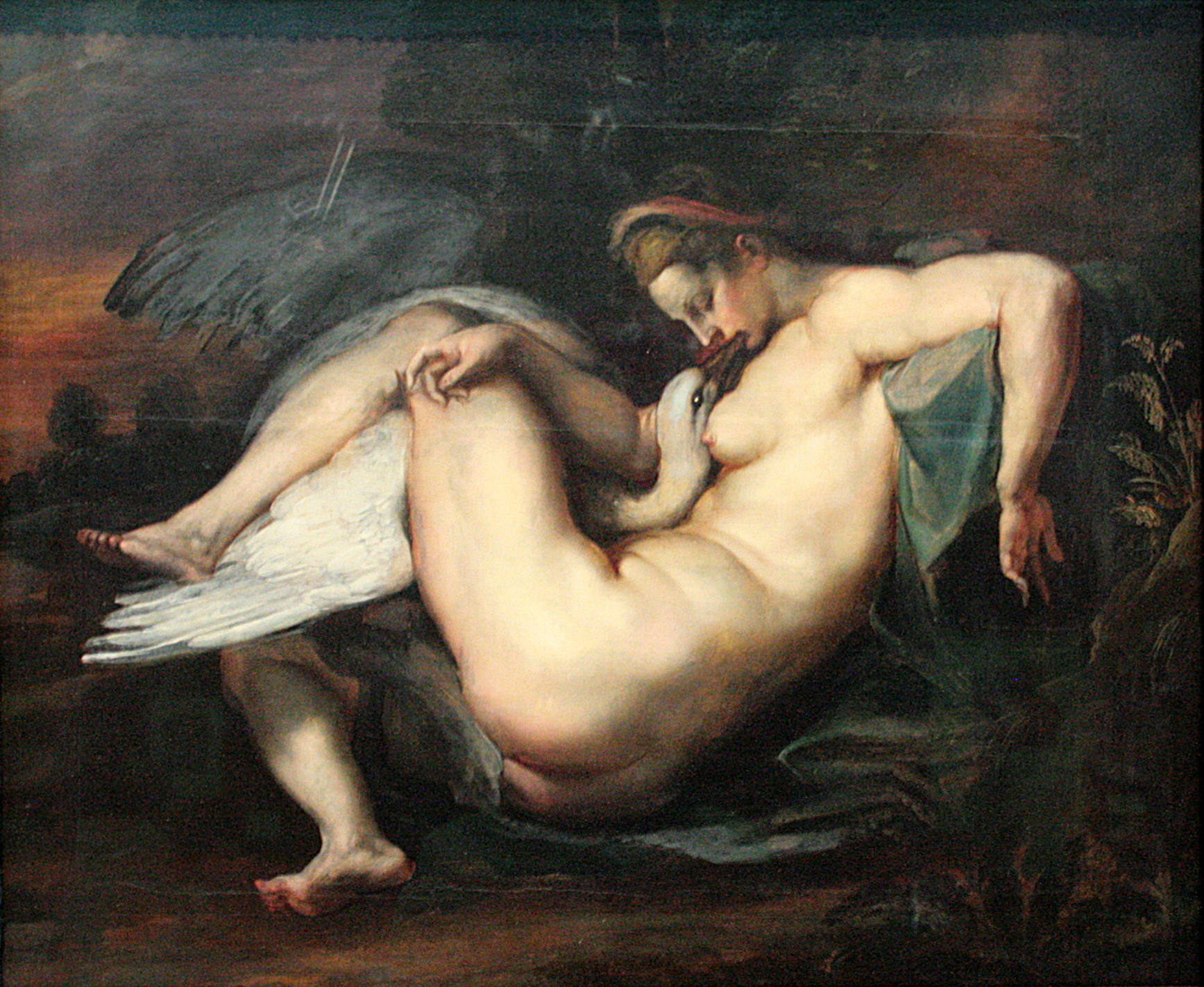
П. П. Рубенс. Леда и лебедь. Ок. 1604. Музей изящных искусств, Хьюстон (вариант в Галерее старых мастеров, Дрезден)
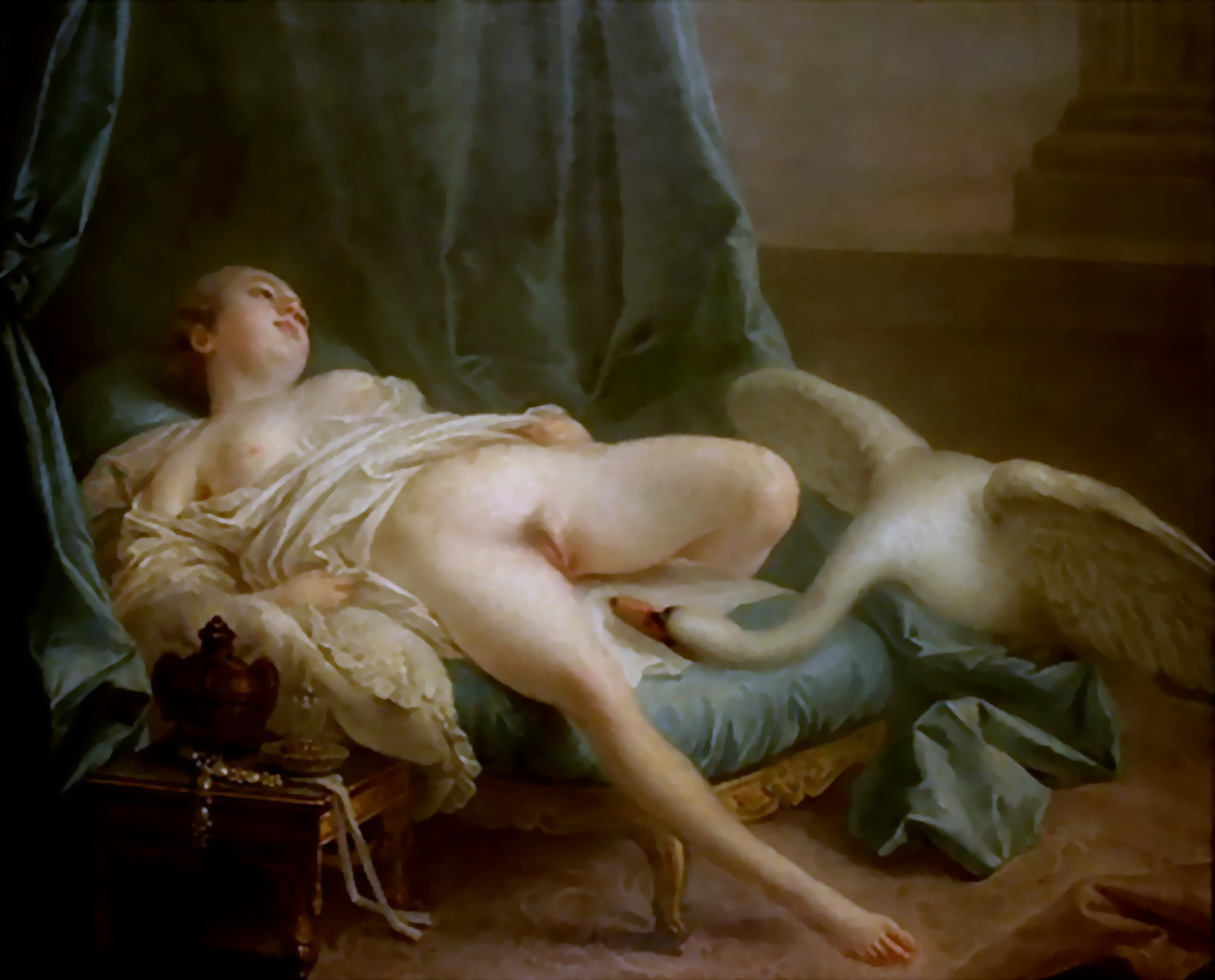
Приписывается Ф. Буше. Леда. Ок. 1740. Холст, масло. Частное собрание

## Образ Леды в литературе
Из поэтов, помимо Овидия, интимный акт Леды с лебедем описал в одном из своих «непристойных» сонетов Ронсар (у него божество проникает в партнёршу клювом). Эротическая трактовка темы свойственна и французской лёгкой поэзии XVIII века (Парни, Бернар). В России образ Леды, трактованный в духе Парни, вдохновлял юных А. Пушкина (кантата «Леда», 1814) и Е. Баратынского («Леда», 1824).
Едва ли не самый известный англоязычный сонет XX века — «Леда и лебедь» Уильяма Йейтса (1924). В своей мифологизированной философии истории поэт принимал совокупление женщины с богом за точку отсчёта «эры язычества». В четырнадцати строках поэт задаётся вопросом, смогла ли смертная испытать только физическое присутствие бога, или же божественное предвидение представило её взору череду порождённых их союзом событий — рождение Елены и Клитемнестры, пылающую Трою, убийство Агамемнона?

Данте Габриэль Россетти, вероятно, представит, что судьба Трои решилась уже в тот миг, когда Парис воспылал страстью к Елене; Йейтс предпочтет мгновение, когда Леда сплетается с богом, принявшим образ лебедя. Вторая история, связанная с первой, — о возвращении.— Хорхе Луис Борхес
Трактовка соития Леды как воплощения божественного плана истории находится в размышлениях Йейтса о катаклизмах, ожидающих истерзанный Первой мировой войной мир (пробуждение Сфинкса в качестве Антихриста во «Втором пришествии», 1920). Феминистки[кто?] раскритиковали йейтсовский сонет как слишком реалистичное, по их мнению, описание насилия над женщиной.

## Музыкальный театр
- 1939 — «Вакханалия», сюрреалистический балет на музыку из сцены «Грот Венеры» первого действия оперы Р. Вагнера «Тангейзер» в хореографии Л. Ф. Мясина на либретто и в оформлении С. Дали. На заднем занавесе был изображён лебедь, а Леда и лебедь стали персонажами совместной работы. Декорация была выполнена на основе одноимённого полотна художника того же года.